# 1163
Високе Середньовіччя •  Золота доба ісламу •  Реконкіста •  Хрестові походи •  Київська Русь

## Геополітична ситуація
Візантію очолює Мануїл I Комнін (до 1180). Фрідріх Барбаросса є імператором Священної Римської імперії (до 1190), Людовик VII Молодий королює у Франції (до 1180).
Апеннінський півострів розділений: північ належить Священній Римській імперії, середню частину займає Папська область, більша частина півдня належить Сицилійському королівству. Деякі міста півночі: Венеція, Піза, Генуя тощо, мають статус міст-республік.
Південь Піренейського півострова в руках у маврів. Північну частину півострова займають християнські Кастилія, Леон (Астурія, Галісія), Наварра та Арагонське королівство (Арагон, Барселона). Королем Англії є Генріх II Плантагенет (до 1189), королем Данії — Вальдемар I Великий (до 1182).
У Києві княжить Ростислав Мстиславич (до 1167). Ярослав Осмомисл княжить у Галичі (до 1187), Андрій Боголюбський у Володимирі-на-Клязмі (до 1174). Новгородська республіка та Володимиро-Суздальське князівство фактично відокремилися від Русі. У Польщі період роздробленості. На чолі королівства Угорщина став Іштван IV (до 1165).
На Близькому сході існують держави хрестоносців: Єрусалимське королівство, Антіохійське князівство, графство Триполі. Сельджуки окупували Персію та Малу Азію, в Єгипті владу утримують Фатіміди, у Магрибі Альмохади, у Середній Азії правлять Караханіди та Каракитаї. Газневіди втримують частину Індії. У Китаї співіснують держава ханців, де править династія Сун, держава чжурчженів, де править династія Цзінь, та держава тангутів Західна Ся. На півдні Індії домінує Чола. В Японії триває період Хей'ан.

## Події
- Імператор Священної Римської імперії Фрідріх Барбаросса розпочав свій третій похід в Італію.
- Князівства Сілезії визнали сюзеренітет Священної Римської імперії.
- У Норвегії затверджено закон престолонаслідування з основним принципом передачі влади від батька до старшого сина.
- Церковний собор у Турі засудив альбігойство як єресь.
- Розпочалося будівництво Собору Паризької Богоматері.
- У січні королем Угорщини став Іштван IV, якого підтримувала Візантія, однак у червні Іштван III повернув собі владу.
- Англійський король Генріх II Плантагенет посварився з архієпископом Кентерберійським Томасом Бекетом, який заперечував проти збору данських грошей на церковних землях. Надалі король став вимагати скасування будь-яких винятків із цивільного права. Як наслідок Бекет змушений був утікати з країни.
- Альмохади повністю витіснили сицилійських норманів з Північної Африки.
- У Єгипті візир Шавар втратив владу й втік у Сирію до Нур ад-Діна. Єгипетськими негараздами скористався король Єрусалиму Аморі I і ввійшов у країну з військами.